# Christian Sarron
Pour les articles homonymes, voir Sarron.
Christian Sarron, né le 27 mars 1955 à Riom (Puy-de-Dôme), est un pilote de vitesse moto français. Il est titré champion du monde catégorie 250 cm3 en 1984 après avoir été vice-champion en 1983.

## Biographie
Débutant en coupe Kawasaki, il fait la connaissance de Patrick Pons avec qui il sera très lié. C'est celui-ci qui lui offre la possibilité de débuter sur la scène internationale.
Après une première victoire en 250 cm3 en 1977, en Allemagne et sous la pluie, il obtient un guidon en 500 cm3 mais une blessure en 750 cm3 compromet sa saison. Les saisons suivantes sont également marquées par de nombreuses blessures. 

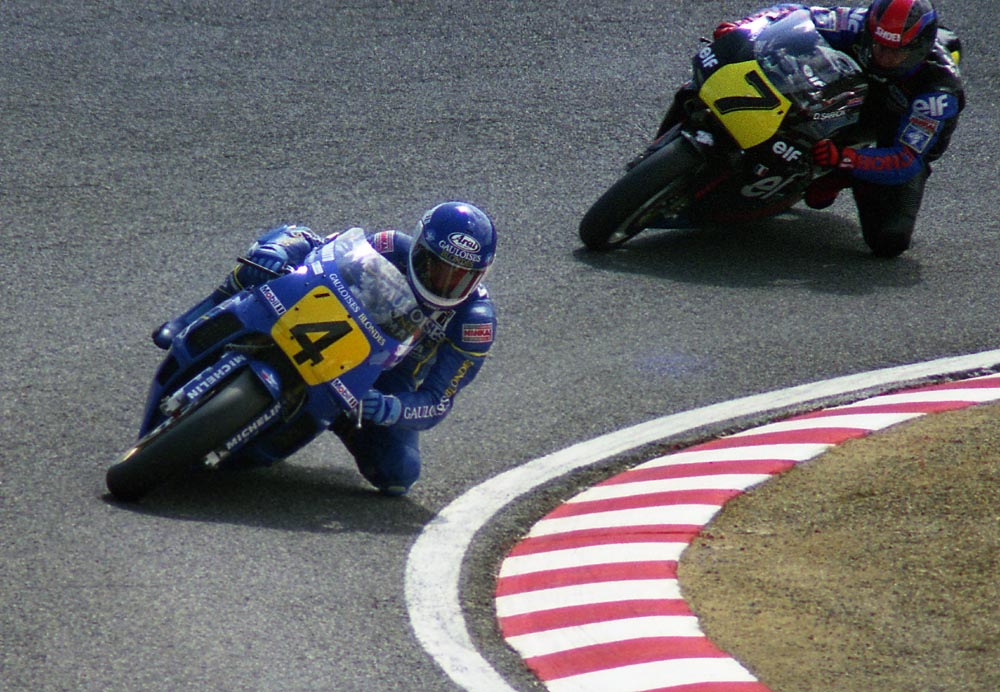
Christian et Dominique Sarron, au Grand Prix du Japon 1989.

Lors de la saison 1982, il contredit les sceptiques qui pensent qu'il ne retrouvera pas son niveau. Il remporte le Grand Prix de Finlande, toujours sous la pluie, ce qui confirme sa réputation de pilote exceptionnel sur piste mouillée, et termine le championnat 250 cm3 à la dixième place.
La saison suivante est marquée par un nouveau succès, toujours sur sol mouillé, et une place de vice-champion derrière Carlos Lavado. Mais c'est en 1984 qu'il obtient la consécration avec le titre mondial en 250 cm3.
Monté en 500 cm3, il termine troisième du championnat du monde.
En 1994, il remporte le Bol d'or sur Yamaha, l'un de ses coéquipiers étant son frère, Dominique Sarron.
En 1995, il met un terme à sa carrière de pilote pour endosser le rôle de directeur sportif chez Yamaha.
Par la suite, il est chargé de la détection des jeunes espoirs à la Fédération française de motocyclisme.

## Palmarès
- Champion du monde 250 cm3 en 1984.
- Vice-champion du monde 250 cm3 en 1983.

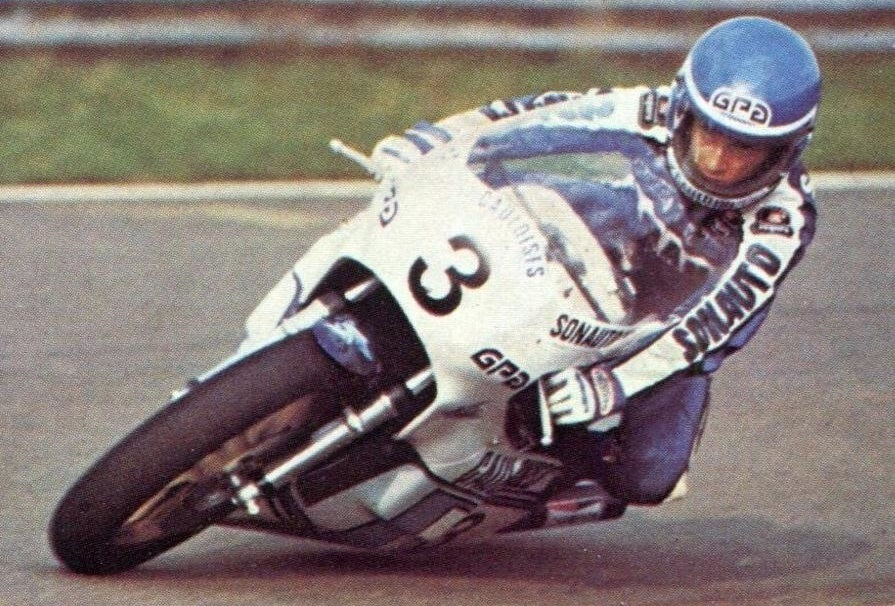
Christian Sarron sur sa Yamaha, en 1979.

- Troisième du championnat du monde 500 cm3 en 1985 et 1989.
- Sept victoires en Grand Prix :
  - GP d'Allemagne 1977, 250 cm3 ;
  - GP de Finlande 1982, 250 cm3 ;
  - GP de Suède 1983, 250 cm3 ;
  - GP d'Autriche 1984, 250 cm3 ;
  - GP d'Allemagne 1984, 250 cm3 ;
  - GP d'Angleterre 1984, 250 cm3 ;
  - GP d'Allemagne 1985, 500 cm3.
- Vainqueur du Bol d'or 1994 (avec Dominique Sarron et Yasutomo Nagai).

## Carrière en Grand Prix moto

### Par catégorie
| Cat.    | Année                          | 1er GP   | 1er Podium | 1re Victoire | Courses | Victoires | Podiums | Poles | M. tours | Points | Titres |
| ------- | ------------------------------ | -------- | ---------- | ------------ | ------- | --------- | ------- | ----- | -------- | ------ | ------ |
| 250 cm3 | 1977 ; 1982-1984 ; 1990        | GER 1977 | GER 1977   | GER 1977     | 32      | 6         | 15      | 4     | 4        | 309    | 1      |
| 350 cm3 | 1976-1978 ; 1982               | TCH 1976 | ESP 1977   |              | 14      | 0         | 4       | 0     | 0        | 86     | 0      |
| 500 cm3 | 1979 ; 1981 ; 1985-1990 ; 1992 | VEN 1979 | ESP 1985   | GER 1985     | 93      | 1         | 18      | 6     | 6        | 616    | 0      |
| Total   | 1976-1979 ; 1981-1990 ; 1992   |          |            |              | 139     | 7         | 37      | 10    | 10       | 1 011  | 1      |